# Pandemia de COVID-19 en Alemania
Se confirmó que la pandemia de COVID-19 se extendió a Alemania el 27 de enero de 2020, cuando se confirmó el primer caso de COVID-19 en Baviera, siendo además el primer caso de contagio de humano a humano producido en suelo europeo. El enfermo fue un hombre de 33 años, contagiado en enero por una colega de trabajo procedente de China, que permaneció cuatro días en Alemania.
La mayoría de los casos de COVID-19 en enero y principios de febrero se originaron en la sede de Webasto en Baviera y, aparentemente, desde allí hasta el norte de Italia, donde Webasto tiene oficinas, consistentemente en el análisis filogenético del ADN viral. Más tarde, nuevos grupos fueron introducidos por viajeros de Italia, China e Irán. El Instituto Robert Koch aconseja el control de enfermedades y epidemias en Alemania de acuerdo con un plan nacional de pandemia. Los brotes se gestionaron por primera vez en una etapa de contención (con las primeras medidas de la etapa de protección) que había minimizado la expansión de grupos como el primero entre los empleados de Webasto. Desde el 13 de marzo, la pandemia de la corona se gestiona en la etapa de protección con los estados alemanes que comienzan a cerrar las escuelas y el jardín de infantes, retrasando el comienzo del semestre y prohibiendo las visitas a hogares de ancianos para proteger a los ancianos.
Los días 25 y 26 de febrero, después del brote de COVID-19 en Italia, se detectaron múltiples casos relacionados con el brote italiano en Baden-Württemberg. Otros casos, que no estaban relacionados con los grupos italianos, ocurrieron en múltiples regiones, incluyendo Baden-Württemberg, Renania del Norte-Westfalia y Renania-Palatinado. Un grupo específico formado en Heinsberg estaba vinculado al Carnaval en Gangelt. El 7 de marzo, el número de personas infectadas en Alemania aumentó de 684 a 795. Son 795 el número de pacientes registrados oficialmente hasta el sábado a las 15:00, según anunció el Instituto Robert Koch. En siete horas, desde la primera comunicación a las 8:00, la cifra se había incrementado en 101 enfermos más.
Aunque Alemania se encuentra entre los diez países con el mayor número de casos positivos en el mundo, hasta el 13 de marzo de 2020 solo se registraron ocho muertes, mientras que a fecha de 21 de marzo la tasa de letalidad era del 0,4%. Esta tasa tan baja, en comparación con países como Italia o España, donde esta era, en esa fecha, del 9,2 % y el 6,2 %, respectivamente, fue criticada por algunos parlamentarios italianos, acusando al gobierno alemán de ocultar las cifras reales de muertes por COVID-19, mientras que el Instituto Robert Koch (instituto de investigación de la Administración Federal de Alemania) señaló que sus conteos cumplen con los estándares de la OMS. La baja tasa de letalidad de Alemania se debe, en gran medida, al número elevado de exámenes de diagnóstico realizados a la población alemana para reducir la posibilidad de contagio, ya que lo consideraron un componente esencial en la lucha contra la pandemia, como ya en su momento anunció el director general de la OMS, Tedros Adhanom, quien dijo que no se puede combatir el virus si no se sabe dónde está, lo que requiere pruebas amplias en personas, incluso con síntomas leves. Esto propició que Alemania se preparara antes de que el primer caso de contagio se produjera en el país, con la creación de un comité permanente de vigilancia instalado desde el 6 de enero, mientras que, por ejemplo, en España, el primer centro de vigilancia del coronavirus se habilitó el 14 de marzo, en la Comunidad de Madrid, cuando ya se contabilizaban 2940 personas contagiadas y 133 fallecidos. La previsión alemana hizo que el país obtuviera la capacidad de realizar, a 20 de marzo, 160 000 exámenes diagnósticos por semana, mientras que países como Italia, Reino Unido y España solo habían hecho, hasta esa fecha y en total, 150 000, 50 000 y 30 000 exámenes diagnósticos, respectivamente. Esto propicia que en estos países haya personas con el virus que no son diagnosticados por tener síntomas leves o por la escasez de material para la detección de la enfermedad, mientras que en Alemania es más cercano el número de casos detectados respecto al número real de infectados.
Actualmente, el mayor número de casos de COVID-19 en Alemania se encuentra en el estado de Renania del Norte-Westfalia. Ha habido 25 recuperaciones. Las primeras muertes, una mujer de 89 años en Essen y un hombre de 78 años en Heinsberg, se informaron el 9 de marzo.
A partir del 17 de febrero de 2023 se confirma 37,986,750 infecciones por laboratorio y 167,214 muertes, y se estima que el número de personas recuperadas es de aproximadamente 37,579,500.

## Por estado federado

### Baden-Wurtemberg
El 25 de febrero, un hombre de 25 años de Göppingen, Baden-Württemberg, que había regresado recientemente de Milán, Italia, dio positivo y recibió tratamiento en Klinik am Eichert. El 26 de febrero, Baden-Württemberg confirmó tres nuevos casos. La novia de 24 años del hombre de 25 años de Göppingen y su padre de 60 años, que trabajaba como médico jefe en el Hospital Universitario de Tübingen, dieron positivo y fueron ingresados en el mismo hospital de Tübingen. Un hombre de 32 años de Rottweil, Baden-Württemberg, que visitó Codogno con su familia el 23 de febrero, dio positivo y fue ingresado en un hospital por aislamiento.
El 27 de febrero, Baden-Württemberg confirmó cuatro casos nuevos, con lo que el total actual de ocho casos en la región. Dos mujeres y un hombre de Breisgau-Hochschwarzwald y Friburgo, respectivamente, dieron positivo. Habían tenido contacto con un participante italiano en una reunión de negocios en Munich; Posteriormente, resultó positivo en Italia. Un hombre del distrito de Böblingen, que había tenido contacto con el compañero de viaje del paciente de Göppingen, también dio positivo.

### Baviera
El 28 de enero, se confirmaron tres casos más, un hombre de 27 años y otro de 40 años, así como una mujer de 33 años. Los tres también eran empleados de Webasto. Fueron monitoreados y puestos en cuarentena en el Hospital München en Schwabing.
El 30 de enero, un hombre de Siegsdorf que trabajaba para la misma compañía dio positivo.
El 27 de febrero, Baviera confirmó que un hombre de Franconia Media dio positivo después de haber tenido contacto con un hombre italiano que luego dio positivo también.

### Berlin
El primer caso detectado en la capital de la nación, Berlín, se informó el 2 de marzo de 2020. Diez días después, el 12 de marzo, se contabilizaron 137 casos activos, incluyendo un miembro y un miembro del personal del Bundestag.

### Brandeburgo
El primer caso de Brandeburgo se detectó el 3 de marzo de 2020. Diez días después, el 12 de marzo, se contaron 30 casos activos.

### Bremen
El primer caso de Bremen se detectó el 1 de marzo de 2020. El 12 de marzo se contaron 38 casos activos, y una persona ya recuperada.

### Hamburgo

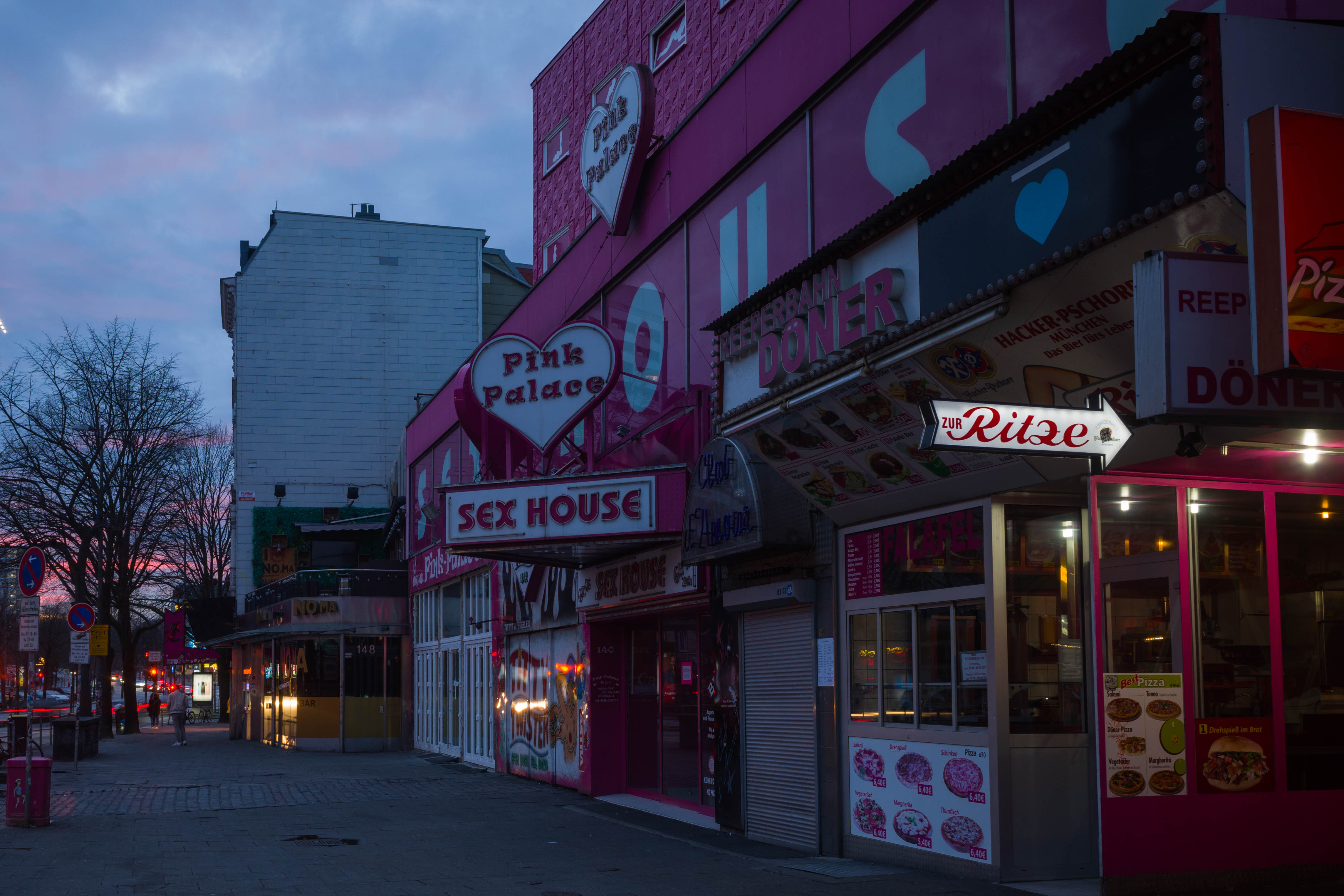
La zona roja casi vacía en Hamburgo el 17 de marzo

El primer caso de Hamburgo, un personal pediátrico masculino en el Centro Médico Universitario de Hamburgo-Eppendorf, fue confirmado el 27 de febrero. A fecha del 12 de marzo, hay 88 casos activos.

### Hesse
El 28 de febrero, los funcionarios de Hesse confirmaron tres nuevos casos en Lahn-Dill, Alto Taunus y Giessen. Los casos de Lahn-Dill y Giessen fueron vinculados al grupo de Renania del Norte-Westfalia, y el caso de Alto Taunus al de Lahn-Dill.

## Plan Nacional de Pandemia
Alemania tiene un Plan Nacional Pandémico común que describe las responsabilidades y medidas de los actores del sistema de salud en caso de una gran epidemia. El control de la epidemia es ejecutado tanto por las autoridades federales como el Instituto Robert Koch y por los estados alemanes. Los estados alemanes tienen sus propios planes de epidemia. El plan nacional se extendió para el manejo del brote de coronavirus en curso en marzo de 2020. Se incluyen cuatro objetivos principales en este plan:
- reducir la morbilidad y la letalidad
- asegurar el tratamiento de personas infectadas
- mantenimiento de servicios públicos esenciales
- Información breve y precisa para los decisores, los medios y el público.

El plan tiene tres etapas que eventualmente podrían superponerse:
- Contención (situación de casos y grupos dedicados)
- Protección (situación de propagación de infecciones y fuentes desconocidas de infecciones)
- Mitigación (situación de infecciones de amplia propagación)

El 22 de marzo, el gobierno y los estados federales acordaron durante al menos dos semanas prohibir las reuniones de más de dos personas y exigir una distancia mínima de 1,5 metros (4 pies 11 pulgadas) entre las personas en público, excepto las familias, parejas o personas que viven en el mismo hogar. El 29 de septiembre, el gobierno alemán incluyó en sus directrices la ventilación periódica de impacto en los espacios públicos y privados.

### Críticas
Ya en enero de 2020, el Bundestag alemán estaba completamente informado sobre los peligros de la propagación mundial de una pandemia de coronavirus. Un análisis de riesgo predijo cuán peligroso podría ser un brote global de coronavirus. Afirmó que "los niños tienen progresiones leves de la enfermedad" y que el riesgo de muerte de "los mayores de 65 años [es] del 50%". Además, afirmó que una "vacuna" no está "disponible", por lo que es de suma importancia "el uso de equipo de protección, como máscaras, gafas y guantes de protección". La Oficina Federal de Protección Civil y Asistencia en Casos de Desastre [de] (BBK) nunca instaló las tiendas adecuadas ni tuvo conversaciones con los fabricantes y proveedores para prepararse para tal situación.

## Impacto

### Económico
Alemania entró oficialmente en recesión dado que su economía se contrajo un 2,2 por ciento durante el primer trimestre de 2020.
Al 1º de abril, casi medio millón de empresas de Alemania habían enviado a sus trabajadores a un plan de trabajo de jornada reducida subvencionado por el gobierno conocido como Kurzarbeit. El sistema alemán de compensación por trabajo de jornada reducida es similar a los sistemas de Francia y Gran Bretaña.
El 8 de abril, Alemania revocó una prohibición de viaje para los trabajadores agrícolas de temporada, permitiendo que 80.000 europeos orientales entraran entre abril y mayo para cosechar alimentos de temporada.
En un comunicado de prensa del 29 de abril, el Gobierno Federal predijo que el producto interno bruto disminuirá en un 6,3% en 2020, con la caída más pronunciada de la producción económica, y el pico en Kurzarbeit con jornada reducida, ocurriendo en el segundo trimestre. 
El 22 de mayo, en un artículo publicado en Süddeutsche Zeitung, el Consejo Alemán de Expertos Económicos expresó sus puntos de vista sobre el diseño del paquete de recuperación del coronavirus planificado. En particular, intervino en el debate sobre si el paquete de recuperación debería incluir un incentivo en efectivo más alto para la compra de automóviles eléctricos, un plan que el gobierno de Merkel había favorecido. El Consejo recomendó que no se adoptaran medidas de ayuda específicas para un sector y abogó por centrarse en las inversiones en educación e infraestructura, reducir el costo de la energía y permitir a las empresas equilibrar las pérdidas con los beneficios de los beneficios previos y previstos para años futuros.

## Respuesta de la Unión Europea
A partir de finales del primer trimestre de 2020, varios de los Estados miembros de la Unión se confrontaron a la crisis sanitaria de la pandemia de COVID-19. El impacto mediático generado por la situación, precipitó a los gobiernos nacionales y a las instituciones europeas a una situación sin precedentes, que en marzo, llevó a que los Estados miembros aceptaran la recomendación emitida por la Comisión Von der Leyen sobre lo que deberían hacer para restringir la entrada en el territorio a los residentes extracomunitarios. Casi al mismo tiempo, la Comisión lanzó su primera reserva de material médico con el fin de repartirlo a los Estados de la Unión más afectados por la pandemia.
En abril se sucedieron numerosas acciones políticas en respuesta a la crisis. En primer lugar reaccionó el Banco Central Europeo (BCE) con un programa de compra de títulos para evitar el colapso de los mercados de deuda, lo que contribuyó a estabilizar la situación financiera. Entonces, tras ser aprobada por primera vez la denominada “cláusula general de salvaguarda” prevista para escenarios de graves crisis generalizadas que afecten a la eurozona, la Comisión pudo levantar los límites que fijaba el pacto de estabilidad y crecimiento. De esta forma se autorizó a los gobiernos nacionales a inyectar en la economía tanto dinero «como fuese necesario». A dicha flexibilización se añadieron también los cambios en la autorización de ayudas públicas, ya que la normativa permitió otorgar hasta 800.000 euros por compañía en forma de subvención directa o ventajas fiscales. De manera complementaria, el Eurogrupo logró un acuerdo la segunda semana de abril que estableció los detalles de la primera red de seguridad comunitaria contra los efectos de la pandemia.
Pero el anuncio más destacado llegó el 18 de mayo de 2020, cuando en una rueda de prensa Merkel y Macron presentaron un plan para la UE en el marco de la crisis de la pandemia. Este impulso se integró con varias acciones institucionales de las semanas anteriores, y sirvió de base al plan recuperación económica (Next Generation EU) presentado por Von der Leyen la semana siguiente. Empero, el anuncio conjunto de Merkel y Macron fue impulsado por un fallo del Tribunal Constitucional de Alemania, que días antes había puesto en duda la independencia del Banco Central Europeo (BCE) para mantener a flote las economías de los miembros más vulnerables de la organización, así como la gobernabilidad de la UE. Hasta entonces, Merkel —quien ocho años antes, en el punto más álgido de la crisis del euro, aseguró que no habría eurobonos «mientras yo viva»— se había opuesto a la propuesta de Macron para crear un fondo que obligaría a los 27 a aumentar la deuda de forma conjunta.
En diciembre de 2020, la vacuna Tozinameran contra la COVID-19 logró la autorización de comercialización en la UE. BioNTech (Societas europaea), el laboratorio al origen de dicho producto, había recibido más de 9 millones de euros de financiación de la UE para la investigación durante la década precedente. Además, en junio fue beneficiario de un préstamo de 100 millones de euros del Banco Europeo de Inversiones (BEI), respaldado por la UE. Esto ayudó al laboratorio alemán a ampliar sus capacidades de fabricación y a suministrar la vacuna a nivel mundial.
En el plano internacional, durante el mes de mayo la Comisión lanzó la "Respuesta mundial al coronavirus", una acción que perseguía el «acceso universal a vacunas, tratamientos y tests de coronavirus asequibles». En la primera jornada del evento quedó cubierto el objetivo monetario de 7400 millones de euros, más de un tercio de los cuales procedían de la UE y sus Estados miembros. Este “maratón mundial de donantes”, dio paso al lanzamiento de una campaña denominada Global Goal: Unite for our Future que culminó el 27 de junio con una cumbre mundial de donantes, presidida por Von der Leyen, que recaudo 6.150 millones de euros.

## Estadísticas

### Casos por estados federados
| Baden-Wurtemberg                  | 3 739 088  | 16 209  | 33 676 |
| Baviera                           | 4 994 859  | 24 208  | 38 012 |
| Berlín                            | 1 068 535  | 4632    | 29 162 |
| Brandeburgo                       | 801 641    | 5695    | 31 672 |
| Bremen                            | 206 619    | 782     | 30 379 |
| Hamburgo                          | 601 407    | 2691    | 32 465 |
| Hesse                             | 1 930 101  | 10 248  | 30 670 |
| Mecklemburgo-Pomerania Occidental | 496 475    | 2244    | 30 822 |
| Baja Sajonia                      | 2 463 228  | 9469    | 30 777 |
| Renania del Norte-Westfalia       | 5 450 720  | 25 568  | 30 408 |
| Renania-Palatinado                | 1 188 281  | 5715    | 28 994 |
| Sarre                             | 323 674    | 1702    | 32 894 |
| Sajonia                           | 1 526 396  | 15 564  | 37 624 |
| Sajonia-Anhalt                    | 726 005    | 5383    | 33 293 |
| Schleswig-Holstein                | 774 901    | 2580    | 26 621 |
| Turingia                          | 715 499    | 7336    | 33 746 |
| Alemania                          | 27 007 429 | 140 026 | 32 478 |

## Vacunación
La vacunación contra la COVID-19 en Alemania es la estrategia nacional de vacunación que está en curso desde el 26 de diciembre de 2020 para inmunizar a la población contra la COVID-19 en el país, en el marco de un esfuerzo mundial para combatir la pandemia de COVID-19.